# Inxent
Inxent est une commune française située dans le département du Pas-de-Calais en région Hauts-de-France. Ses habitants de la commune sont appelés les Inxentois.
La commune fait partie de la communauté d'agglomération des Deux Baies en Montreuillois qui regroupe 46 communes et compte 65 760 habitants en 2021.

## Géographie

### Localisation
Localisée dans le sud-ouest du département du Pas-de-Calais, Inxent est une commune de la vallée de la  Course située, à vol d'oiseau, à 14 km des plages de la Côte d'Opale et à 7 km au nord de la commune de Montreuil-sur-Mer (chef-lieu d'arrondissement).
Le territoire de la commune est limitrophe de ceux de cinq communes.
Les communes limitrophes sont Beussent, Bernieulles, Longvilliers, Montcavrel et Recques-sur-Course.

### Géologie et relief
La superficie de la commune est de 3,78 km2 ; son altitude varie de 21  à   113 m.

### Hydrographie
Le territoire de la commune est situé dans le bassin Artois-Picardie.
La commune est traversée par trois cours d'eau :
- la Course, une rivière d'une longueur de 24,72 km, affluent droit du fleuve côtier la Canche. La Course prend sa source dans la commune de Doudeauville et se jette dans La Canche au niveau de la commune d'Attin[4] ;
- le Beussent, petit cours d'eau naturel de 2,95 km, qui prend sa source dans la commune de Bernieulles et se jette dans la Course au niveau de la commune[5] ;

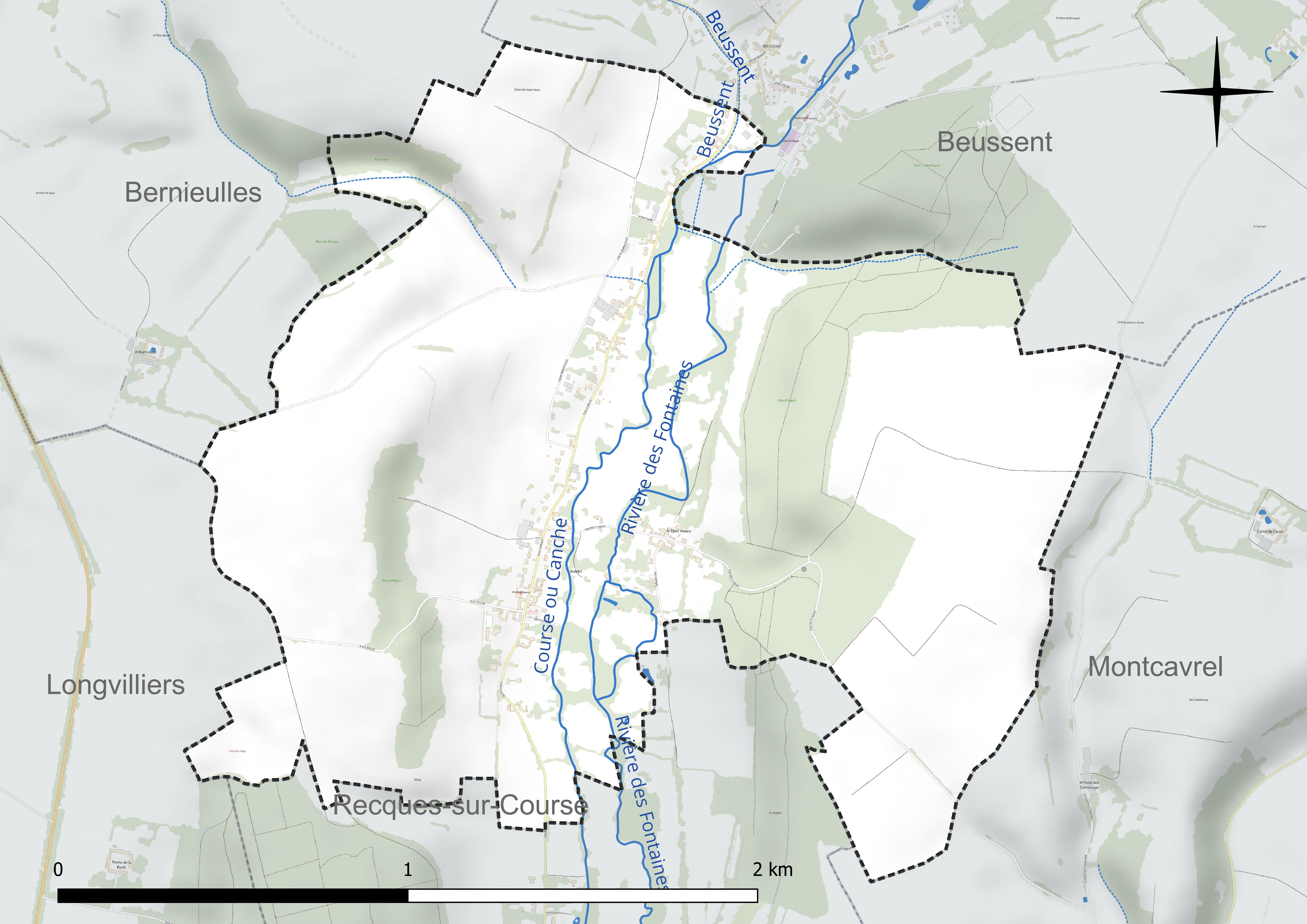
Réseau hydrographique d'Inxent.

- la rivière des fontaines, petit cours d'eau naturel de 3,32 km, qui prend sa source dans la commune de Beussent et se jette dans la Course dans la commune de Recques-sur-Course[6].

### Climat
Pour des articles plus généraux, voir Climat des Hauts-de-France et Climat du Pas-de-Calais.
En 2010, le climat de la commune est de type climat océanique franc, selon une étude du CNRS s'appuyant sur une série de données couvrant la période 1971-2000. En 2020, Météo-France publie une typologie des climats de la France métropolitaine dans laquelle la commune est exposée à un climat océanique et est dans la région climatique Côtes de la Manche orientale, caractérisée par un faible ensoleillement (1 550 h/an) ; forte humidité de l’air (plus de 20 h/jour avec humidité relative > 80 % en hiver), vents forts fréquents.
Pour la période 1971-2000, la température annuelle moyenne est de 10,3 °C, avec une amplitude thermique annuelle de 13,1 °C. Le cumul annuel moyen de précipitations est de 925 mm, avec 13,3 jours de précipitations en janvier et 8,4 jours en juillet. Pour la période 1991-2020, la température moyenne annuelle observée sur la station météorologique la plus proche, située sur la commune du Touquet-Paris-Plage à 13 km à vol d'oiseau, est de 11,2 °C et le cumul annuel moyen de précipitations est de 888,8 mm,. Pour l'avenir, les paramètres climatiques de la commune estimés pour 2050 selon différents scénarios d'émission de gaz à effet de serre sont consultables sur un site dédié publié par Météo-France en novembre 2022.

### Paysages
Pour un article plus général, voir Paysage en France.
La commune est située dans le « paysage montreuillois » tel que défini dans l’atlas des paysages de la région Nord-Pas-de-Calais, conçu par la direction régionale de l'Environnement, de l'Aménagement et du Logement (DREAL),. Ce paysage, qui concerne 98 communes, se délimite : à l’Ouest par des falaises qui, avec le recul de la mer, ont donné naissance aux bas-champs ourlées de dunes ; au Nord par la boutonnière du Boulonnais ; au sud par le vaste plateau formé par la vallée de l’Authie, et à l’Est par les paysages du Ternois et de Haut-Artois. Ce paysage régional, avec, dans son axe central, la vallée de la Canche et ses nombreux affluents comme la Course, la Créquoise, la Planquette…, offre une alternance de vallées et de plateaux, appelée « ondulations montreuilloises ». Dans ce paysage, et plus particulièrement sur les plateaux, on cultive la betterave sucrière, le blé et le maïs, et les plateaux entre la Ternoise et la Créquoise sont couverts de vastes massifs forestiers comme la forêt d'Hesdin, les bois de Fressin, Sains-lès-Fressin, Créquy….

### Milieux naturels et biodiversité

#### Zones naturelles d'intérêt écologique, faunistique et floristique
L’inventaire des zones naturelles d'intérêt écologique, faunistique et floristique (ZNIEFF) a pour objectif de réaliser une couverture des zones les plus intéressantes sur le plan écologique, essentiellement dans la perspective d’améliorer la connaissance du patrimoine naturel national et de fournir aux différents décideurs un outil d’aide à la prise en compte de l’environnement dans l’aménagement du territoire.
Le territoire communal comprend une ZNIEFF de type 1 : la vallée de la Course à l'aval d'Enquin-sous-Baillon. Le périmètre de la ZNIEFF présente un réseau hydrographique complexe associant plusieurs cours d’eau (Course, Bimoise, Baillons, rivière des Fontaines…) et de nombreuses sources, ainsi que des plans d’eau d’origine artificielle (ballastières, cressonnières, piscicultures, mares de chasse).
Et une ZNIEFF de type 2 : la vallée de la Course. Elle se situe dans le pays de Montreuil et plus précisément dans l’entité paysagère des ondulations montreuilloises.

Carte des ZNIEFF de type 1 et 2 sur la commune
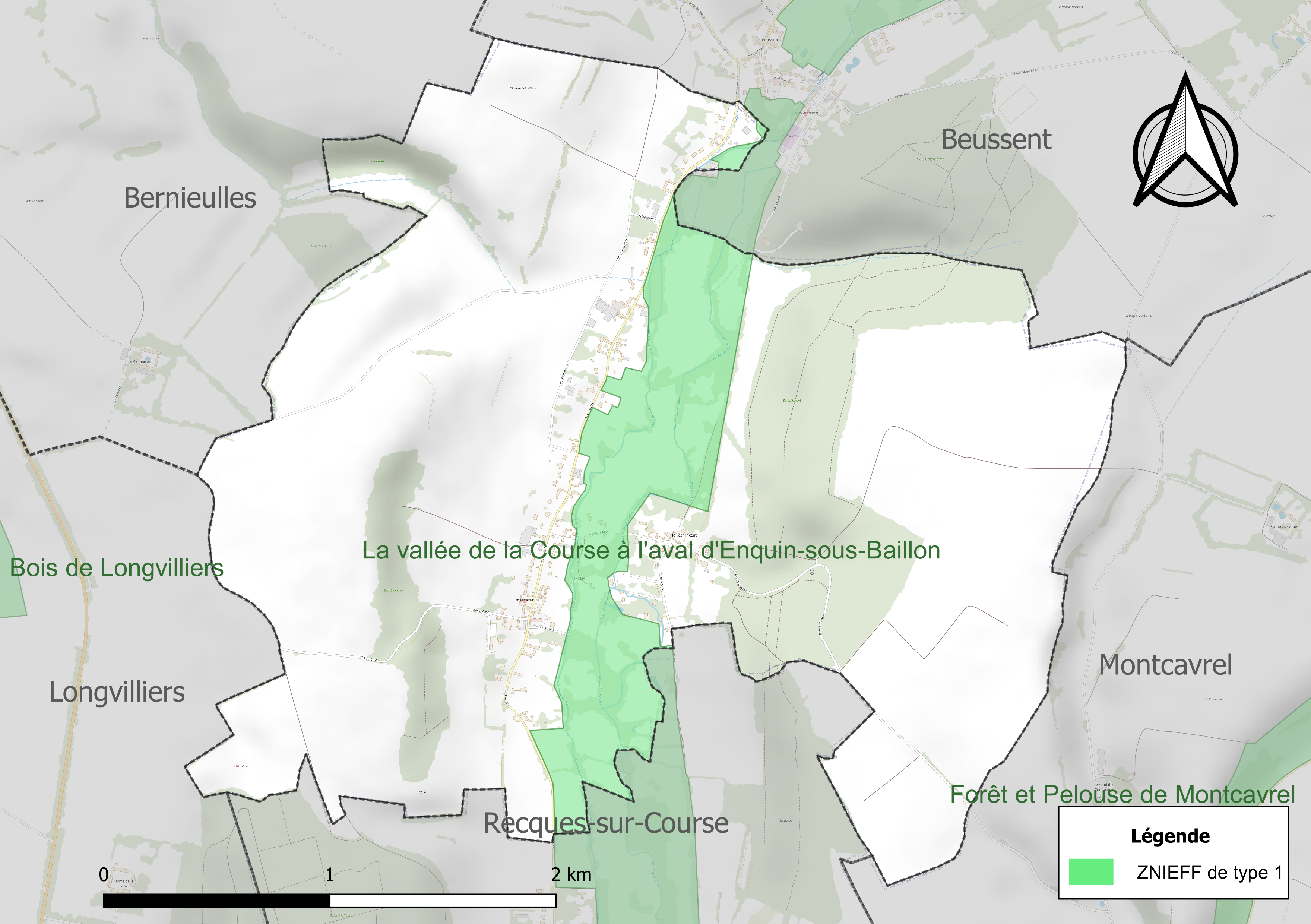
Carte de la ZNIEFF de type 1 sur la commune.
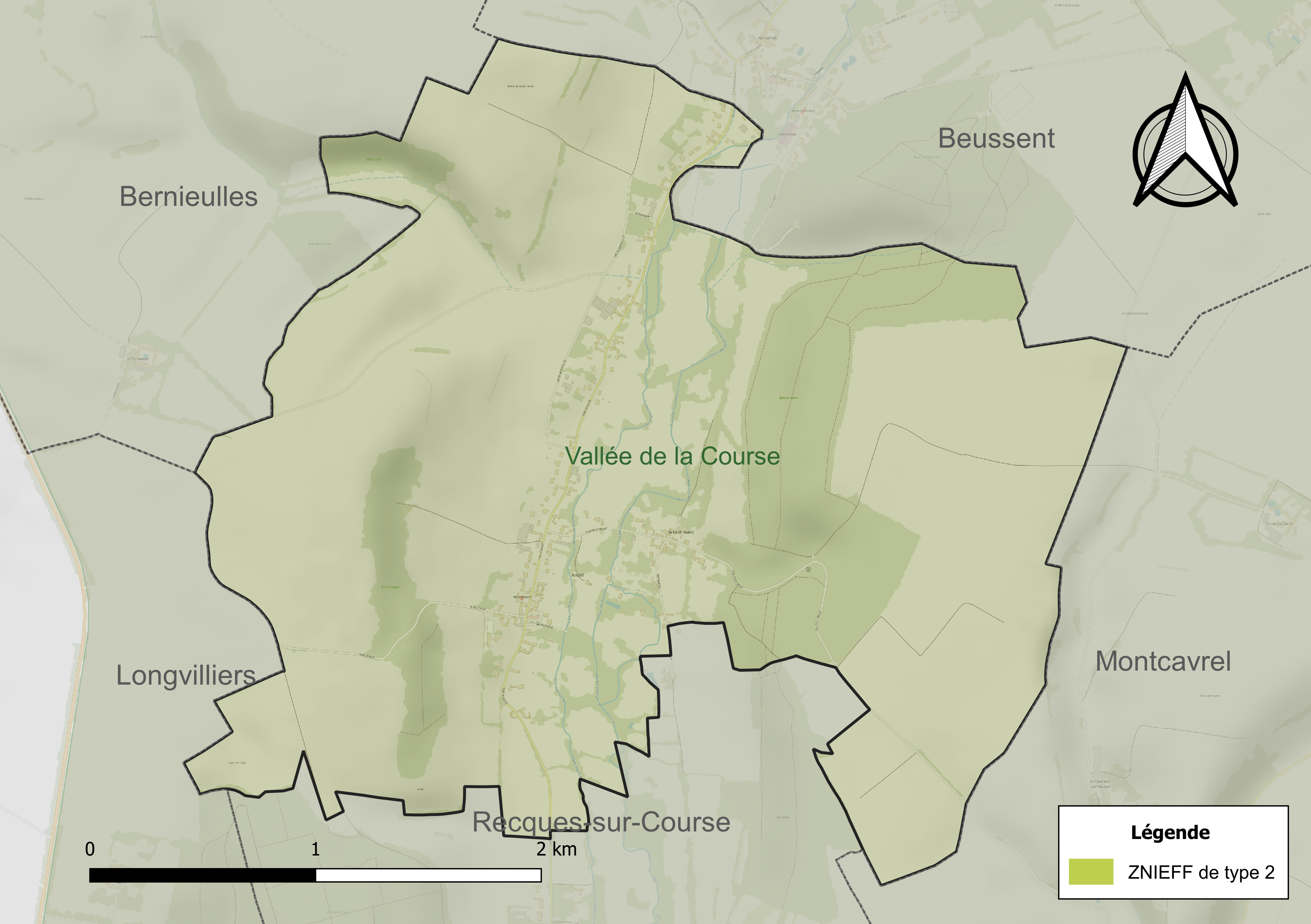
Carte de la ZNIEFF de type 2 sur la commune.

#### Espèces faunistiques et floristiques
L’Inventaire national du patrimoine naturel (INPN) recense plusieurs espèces faunistiques et floristiques sur le territoire de la commune dont certaines sont protégées et d’autres menacées et quasi-menacées.

## Urbanisme

### Typologie
Au 1er janvier 2024, Inxent est catégorisée commune rurale à habitat dispersé, selon la nouvelle grille communale de densité à sept niveaux définie par l'Insee en 2022.
Elle est située hors unité urbaine et hors attraction des villes,.

### Occupation des sols
L'occupation des sols de la commune, telle qu'elle ressort de la base de données européenne d’occupation biophysique des sols Corine Land Cover (CLC), est marquée par l'importance des territoires agricoles (78,7 % en 2018), en diminution par rapport à 1990 (80,4 %). La répartition détaillée en 2018 est la suivante : 
terres arables (53,2 %), prairies (25,5 %), forêts (12,6 %), zones urbanisées (8,7 %).
La commune s'étend le long de la Course qui prend sa source à Doudeauville et se jette dans la Canche à Attin.

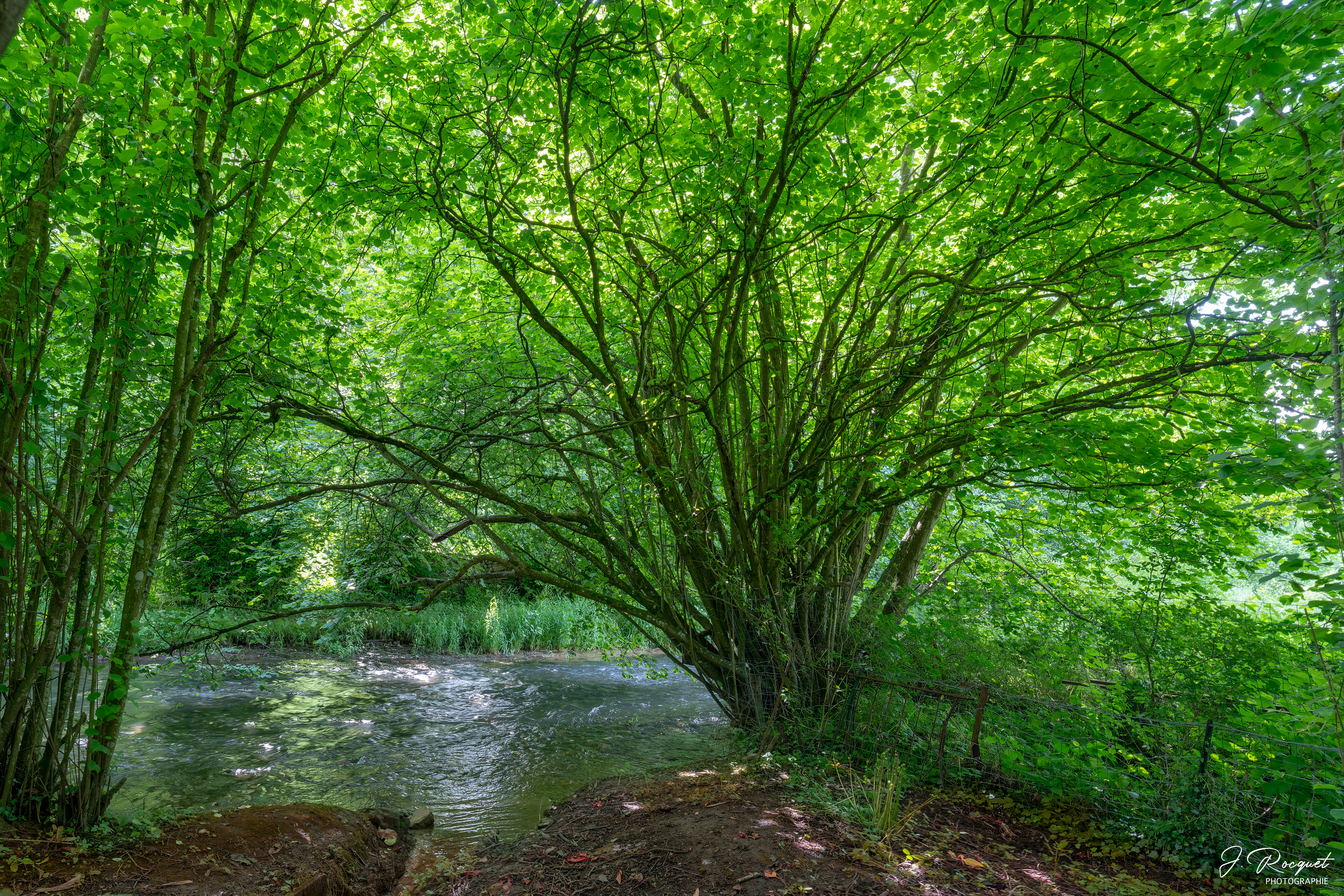
La Course au fond du parc floral face à une auberge.

 L'évolution de l’occupation des sols de la commune et de ses infrastructures peut être observée sur les différentes représentations cartographiques du territoire : la carte de Cassini (XVIIIe siècle), la carte d'état-major (1820-1866) et les cartes ou photos aériennes de l'IGN pour la période actuelle (1950 à aujourd'hui).

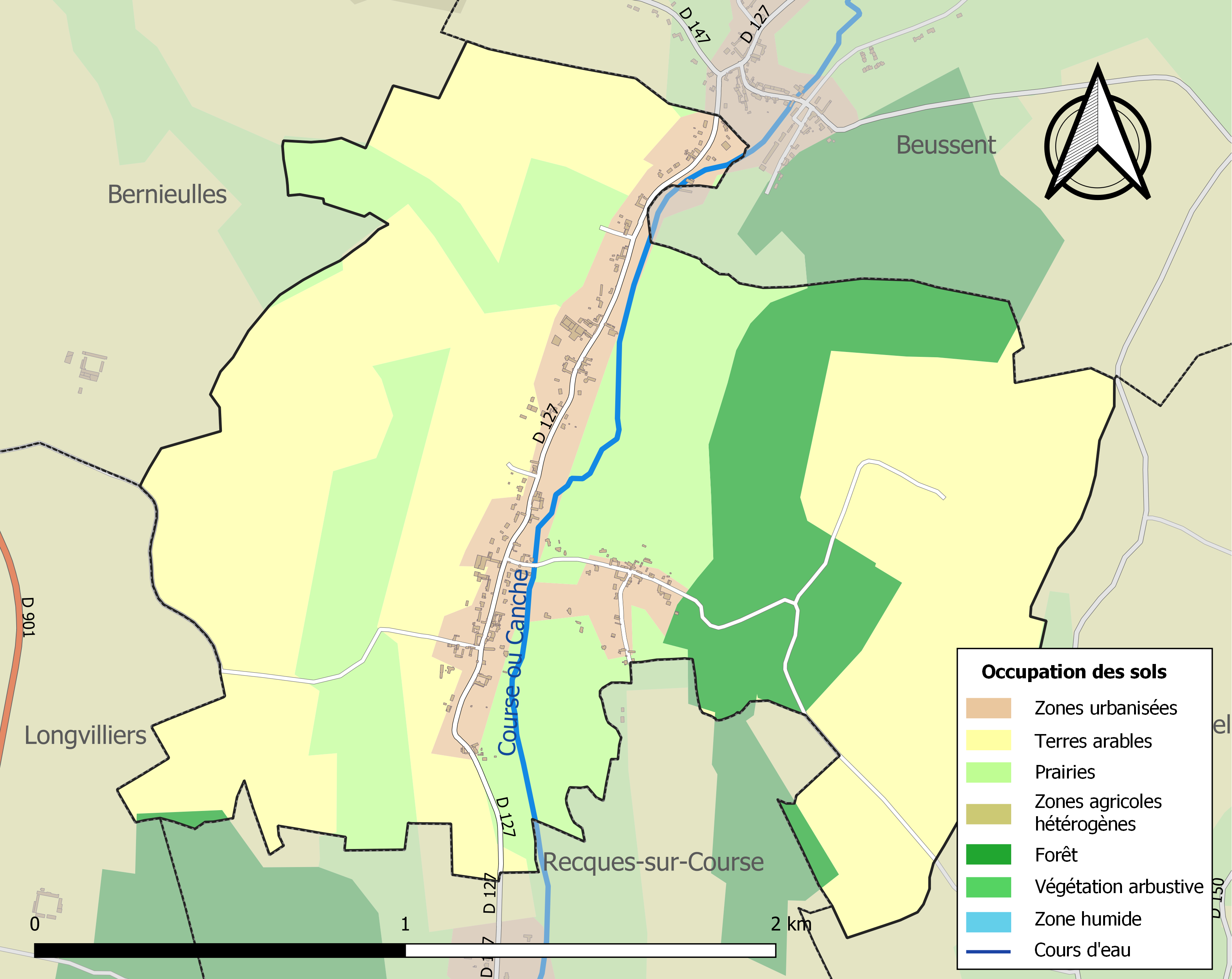
Carte des infrastructures et de l'occupation des sols de la commune en 2018 (CLC).

### Voies de communication et transports

#### Transport ferroviaire
La commune disposait d'une halte sur l'ancienne ligne de chemin de fer Aire-sur-la-Lys - Berck-Plage inaugurée en 1893 et fermée en 1955.

### Risques naturels et technologiques

#### Risque inondation
À la suite du passage des tempêtes Ciarán, Domingos et Elisa et des inondations et coulées de boue qui se sont produites, la commune est reconnue, par arrêté du 14 novembre 2023, en état de catastrophe naturelle pour inondations et coulées de boue sur la période du 2 au 12 novembre 2023, comme 179 autres communes du département.

## Toponymie
Le nom de la localité est attesté sous les formes (villa) Hainnessendae en 1042; Enessem en 1224; Ynesent en 1257; Ainessent en 1261; Hincssent en 1424; Inessent en 1488; Ynessent vers 1512; Iquessent en 1535; Inquessent en 1553; Inquechem en 1559; Inghessem en 1559; Inquessent en 1562; Ingsent en 1586; Inquesant en 1730, Inxent en 1789,.
Enessem en flamand.
Tout comme pour Beussent, Inxent représente sans doute un nom de personne germanique féminin pris absolument, à savoir Hainsinda et ce, en se référant à la forme la plus ancienne. Cependant, Maurits Gysseling qui n'a pas connaissance de la forme primitive assimile ce toponyme terminé par -(x)ent aux autres noms de lieux locaux terminés par -(s)ent et propose un germanique Aginas haim « maison des gens d’Agino », en réalité *Aginas haim, *haim « habitation, maison, foyer » étant l'étymon germanique occidental supposé du vieux haut allemand heim, du vieil anglais hām, de l'ancien néerlandais et du vieux saxon hēm. En effet, la plupart des noms de lieux des environs terminés par -(s)ent ont des formes très anciennes en -hem qui représentent l'appellatif toponymique germanique *haim (voir Hubersent, Tubersent, etc.).

## Histoire

Panneau public d'informations.

Inxent fut appelé Inxent sous la Chaussée au XVIIe siècle car « proche du chemin militaire des Romains » (la voie romaine allant d'Amiens à Boulogne-sur-Mer ou via Agrippa de l'Océan.

Un panneau émaillé destiné à l'information des visiteurs est fixé à l'entrée de l'église. Voici, in extenso, le texte qu'il contient : 

« Inxent
Sous la protection de saint Antoine

L'origine du nom d'Inxent serait liée au patronyme d'une femme nommée Hainsinda. Une villa Hainessendae est mentionnée en 1042. Une seigneurie et un château sont attestés en 1350. Ils sont la propriété des seigneurs de Montcavrel, puis de leurs successeurs les De Monchy. D'abord nommée Innocent puis Inquessent, ce n'est qu'en 1792 que l'agglomération adopte le nom d'Inxent.
Ce village rue s'est installé au bord de la Course au cœur d'un paysage de fond de vallée composé de pâturages, d'alignements de saules têtards et de peupleraies.
Cet environnement bucolique attire à Inxent les touristes et résidents secondaires dès la fin du XIXe siècle. Dans l'entre-deux-guerres, une famille d'industriels confie à l'architecte Louis Quételart la rénovation de la ferme d'Amour et la construction en vis-à-vis d'une villa baptisée Le Vert-Coteau. Elevée sur le versant de la vallée, cette demeure aux allures de cottage évoque l'architecture touquettoise et le style Quételart caractérisé par de vastes toitures, des doubles pignons et des oculi.
Cet habitat de type balnéaire voisine des maisonnettes en torchis et pans de bois, à l'image de l'auberge située face à l'église de La Nativité.
A l'intérieur, quelques objets de dévotion rappellent que saint Antoine fait l'objet d'un culte toujours vivace dans la paroisse. Né en Haute Egypte vers 251, saint Antoine se retire dans le désert pour y vivre en ermite. Au XIe siècle, ses reliques parviennent à l'abbaye de Saint-Antoine-Viennois en Dauphiné. Cet établissement est à l'origine de l'ordre des antonins spécialisés dans l'accueil des malades souffrant des maladies contagieuses, notamment le mal des ardents ou le feu de Saint-Antoine, sorte d'épilepsie engendrée par l'ergot du seigle. Dès le Moyen Age, de nombreux foyers de culte se développent en Boulonnais, en Picardie et dans les Flandres. Dans le Montreuillois, le pèlerinage d'Inxent reste vivace. Au cours d'une cérémonie religieuse qui a lieu le dimanche le plus proche du 17 janvier, fête du saint, on désigne le roi de Saint-Antoine chargé de préparer tous les offices religieux pendant l'année et d'y faire la quête. Pendant la messe, le «roi descendant» transmet son sceptre à l'effigie de saint Antoine au «roi montant». Le prêtre bénit des petits pains réputés protéger les animaux des épizooties. La cérémonie est suivie d'une procession dans la rue principale du village, menée par un enfant de chœur et les deux rois. »

## Politique et administration

### Découpage territorial
La commune se trouve dans l'arrondissement de Montreuil du département du Pas-de-Calais.

#### Commune et intercommunalités
La commune a fait partie, de 2001 à 2016, de la communauté de communes du Montreuillois et, depuis le 1er janvier 2017, elle fait partie de la communauté d'agglomération des Deux Baies en Montreuillois (CA2BM) dont le siège est basé à Montreuil.

#### Circonscriptions administratives
La commune faisait partie du canton d'Étaples, depuis la loi du 22 décembre 1789 reprise par la constitution de 1791, qui divise le royaume (la République en septembre 1792), en communes, cantons, districts et départements,.
Dans le cadre du redécoupage cantonal de 2014 en France, elle est rattachée au canton de Berck, qui est alors modifié, passant de 10 à 31 communes.

#### Circonscriptions électorales
Pour l'élection des députés, la commune fait partie, depuis 1986, de la quatrième circonscription du Pas-de-Calais.

### Élections municipales et communautaires

#### Liste des maires
| Période                                  | Période                    | Identité            | Étiquette | Qualité                                                         |
| ---------------------------------------- | -------------------------- | ------------------- | --------- | --------------------------------------------------------------- |
| Les données manquantes sont à compléter. |                            |                     |           |                                                                 |
| mars 2008                                | 2014                       | Jean-Claude Routier |           |                                                                 |
| 2014                                     | En cours (au 24 mars 2022) | Patrick Violier     |           | Cadre dans le secteur agricole, Réélu pour le mandat 2020-2026, |

## Population et société

### Démographie
Les habitants de la commune sont appelés les Inxentois.

#### Évolution démographique
L'évolution du nombre d'habitants est connue à travers les recensements de la population effectués dans la commune depuis 1793. Pour les communes de moins de 10 000 habitants, une enquête de recensement portant sur toute la population est réalisée tous les cinq ans, les populations de référence des années intermédiaires étant quant à elles estimées par interpolation ou extrapolation. Pour la commune, le premier recensement exhaustif entrant dans le cadre du nouveau dispositif a été réalisé en 2006.

En 2022, la commune comptait 157 habitants, en évolution de −3,68 % par rapport à 2016 (Pas-de-Calais : −0,72 %, France hors Mayotte : +2,11 %).
| 1793 | 1800 | 1806 | 1821 | 1831 | 1836 | 1841 | 1846 | 1851 |
| ---- | ---- | ---- | ---- | ---- | ---- | ---- | ---- | ---- |
| 243  | 242  | 268  | 322  | 328  | 303  | 321  | 305  | 300  |

| 1856 | 1861 | 1866 | 1872 | 1876 | 1881 | 1886 | 1891 | 1896 |
| ---- | ---- | ---- | ---- | ---- | ---- | ---- | ---- | ---- |
| 277  | 261  | 253  | 245  | 274  | 269  | 268  | 294  | 317  |

| 1901 | 1906 | 1911 | 1921 | 1926 | 1931 | 1936 | 1946 | 1954 |
| ---- | ---- | ---- | ---- | ---- | ---- | ---- | ---- | ---- |
| 304  | 278  | 245  | 247  | 213  | 214  | 210  | 226  | 201  |

| 1962 | 1968 | 1975 | 1982 | 1990 | 1999 | 2006 | 2011 | 2016 |
| ---- | ---- | ---- | ---- | ---- | ---- | ---- | ---- | ---- |
| 211  | 190  | 177  | 170  | 157  | 158  | 158  | 171  | 163  |

| 2021 | 2022 | - | - | - | - | - | - | - |
| ---- | ---- | - | - | - | - | - | - | - |
| 158  | 157  | - | - | - | - | - | - | - |

#### Pyramide des âges
En 2018, le taux de personnes d'un âge inférieur à 30 ans s'élève à 25,8 %, soit en dessous de la moyenne départementale (36,7 %). À l'inverse, le taux de personnes d'âge supérieur à 60 ans est de 35,5 % la même année, alors qu'il est de 24,9 % au niveau départemental.
En 2018, la commune comptait 81 hommes pour 81 femmes, soit un taux de 50,00 % de femmes, légèrement inférieur au taux départemental (51,50 %).
Les pyramides des âges de la commune et du département s'établissent comme suit.
| Hommes | Classe d’âge | Femmes |
| ------ | ------------ | ------ |
| 0,0    | 90 ou +      | 1,2    |
| 8,5    | 75-89 ans    | 12,3   |
| 19,5   | 60-74 ans    | 29,6   |
| 31,7   | 45-59 ans    | 24,7   |
| 9,8    | 30-44 ans    | 11,1   |
| 13,4   | 15-29 ans    | 12,3   |
| 17,1   | 0-14 ans     | 8,6    |

| Hommes | Classe d’âge | Femmes |
| ------ | ------------ | ------ |
| 0,5    | 90 ou +      | 1,6    |
| 5,6    | 75-89 ans    | 8,9    |
| 16,7   | 60-74 ans    | 18,1   |
| 20,2   | 45-59 ans    | 19,2   |
| 18,9   | 30-44 ans    | 18,1   |
| 18,2   | 15-29 ans    | 16,2   |
| 19,9   | 0-14 ans     | 17,9   |

### Manifestations culturelles et festivités
La commune participe à la manifestation « Les étincelles de la vallée de la Course », qui se déroule chaque année à la mi-août dans quinze villages de la vallée et où les visiteurs découvrent les illuminations et les animations de la vallée,.

## Culture locale et patrimoine

### Lieux et monuments

#### Patrimoine religieux
- L'église de la nativité. Simple en apparence, sa construction en brique et en craie a fait l'objet de plusieurs remaniements qui ne permettent pas de la dater avec certitude[45].

L'église au centre du cimetière communal et le monument au morts.
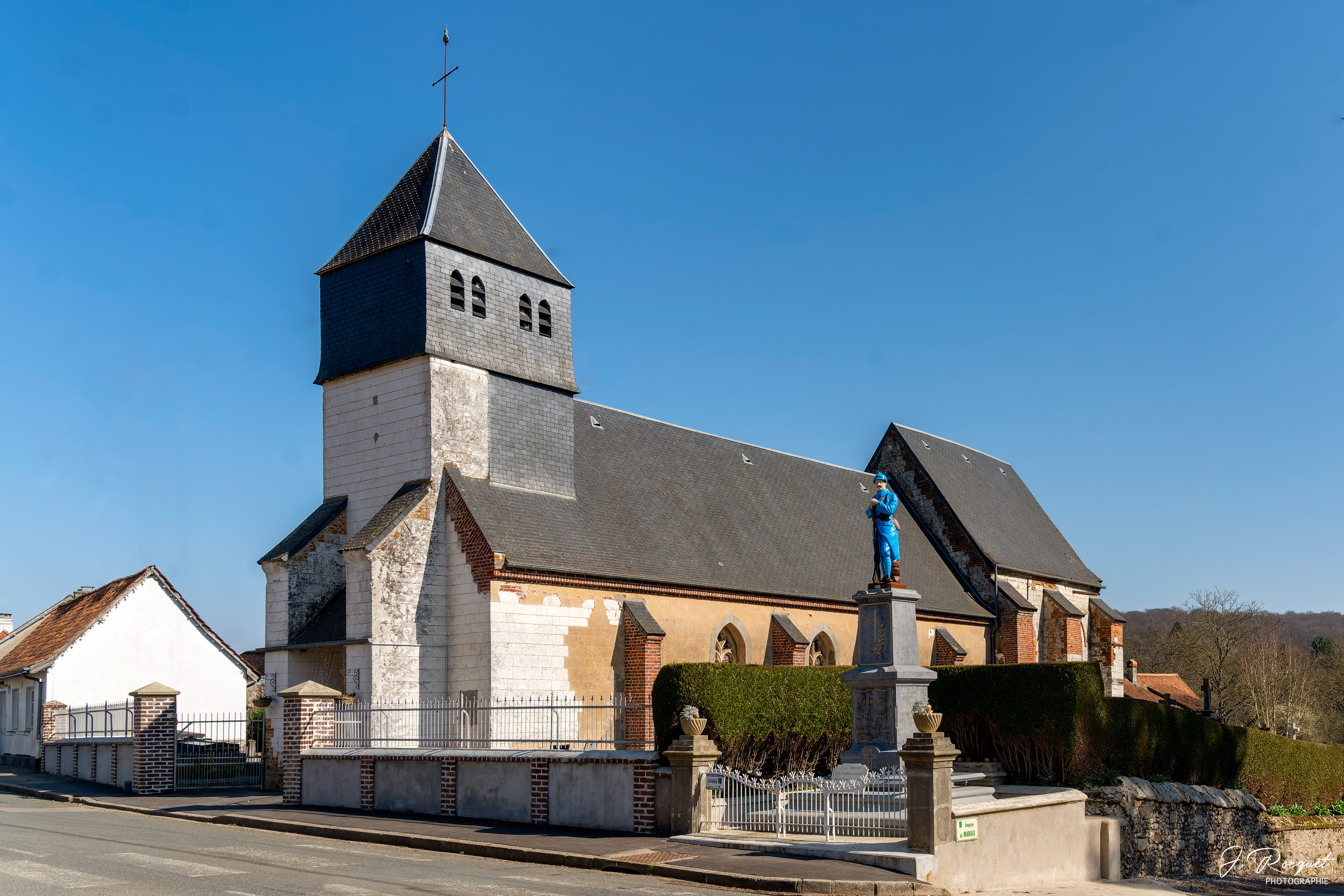
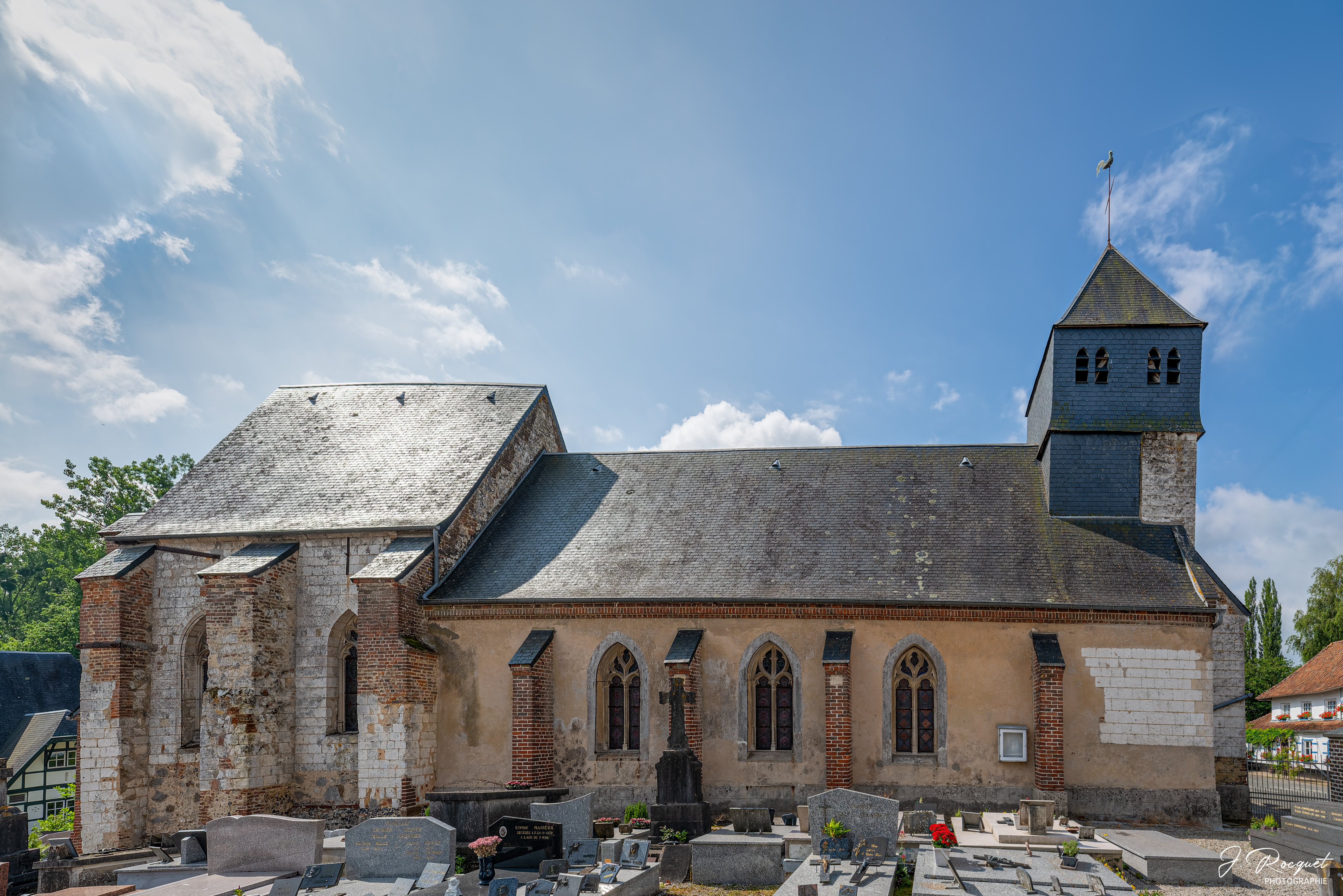
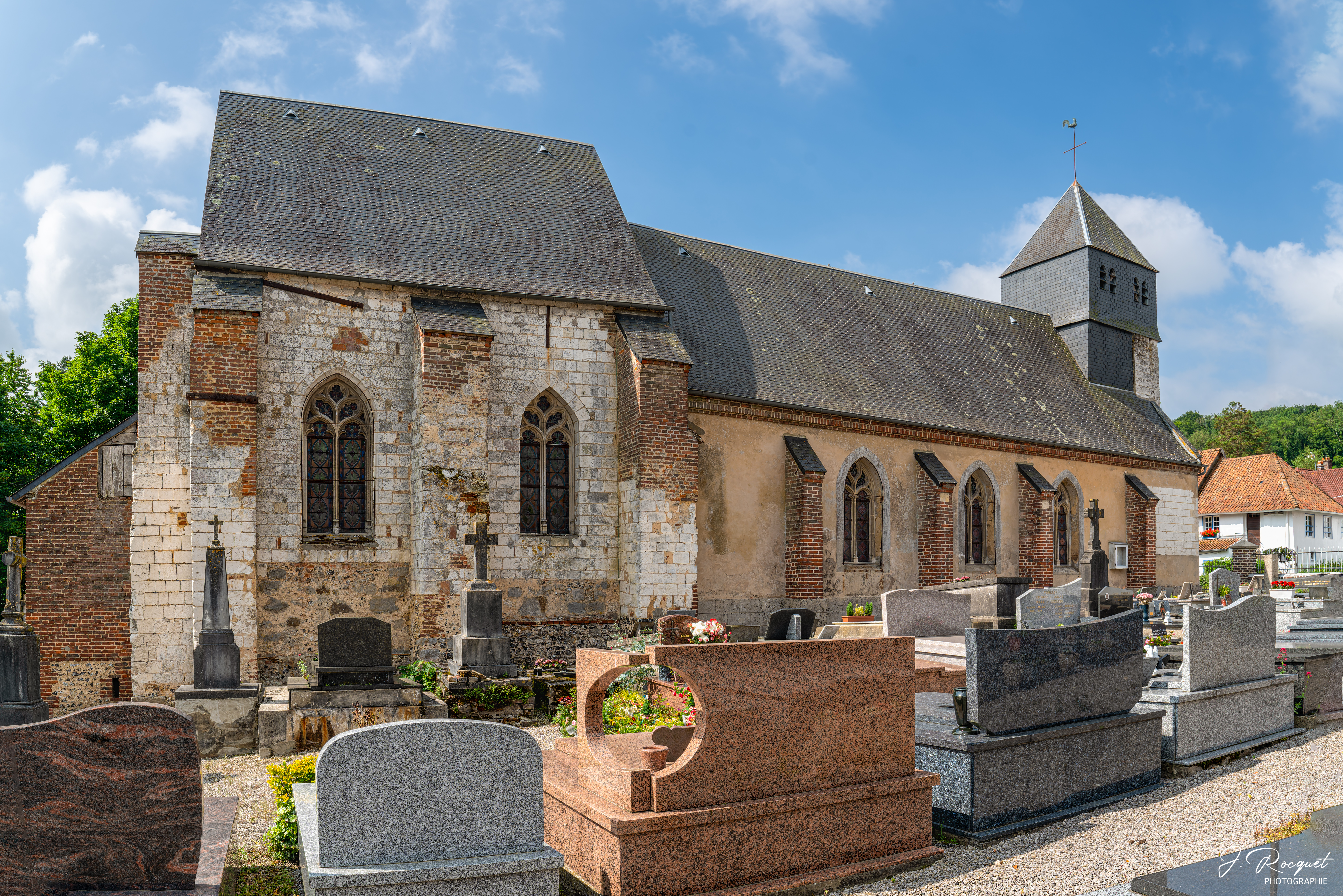
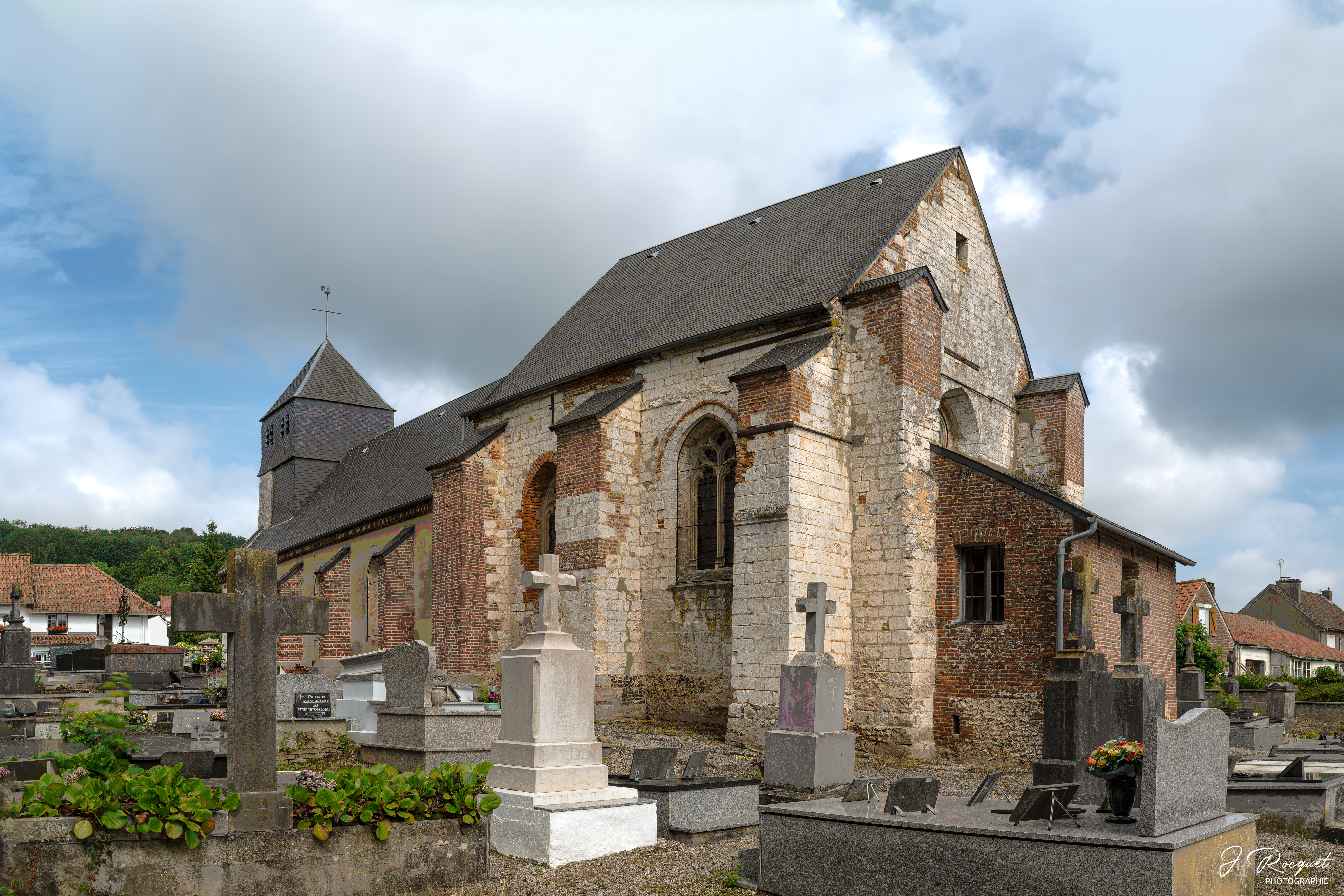

L'intérieur de l'église.
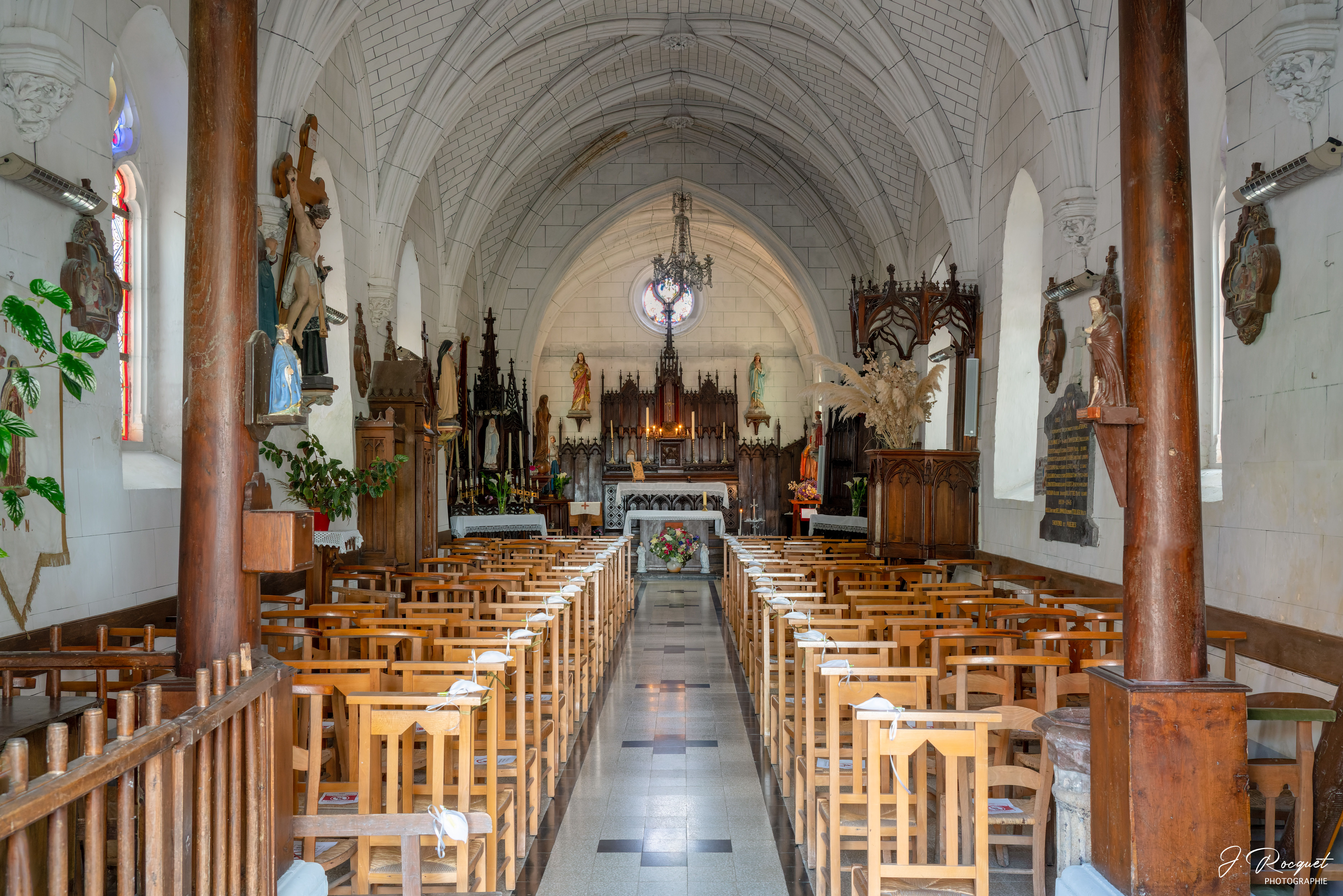
La nef et le chœur.
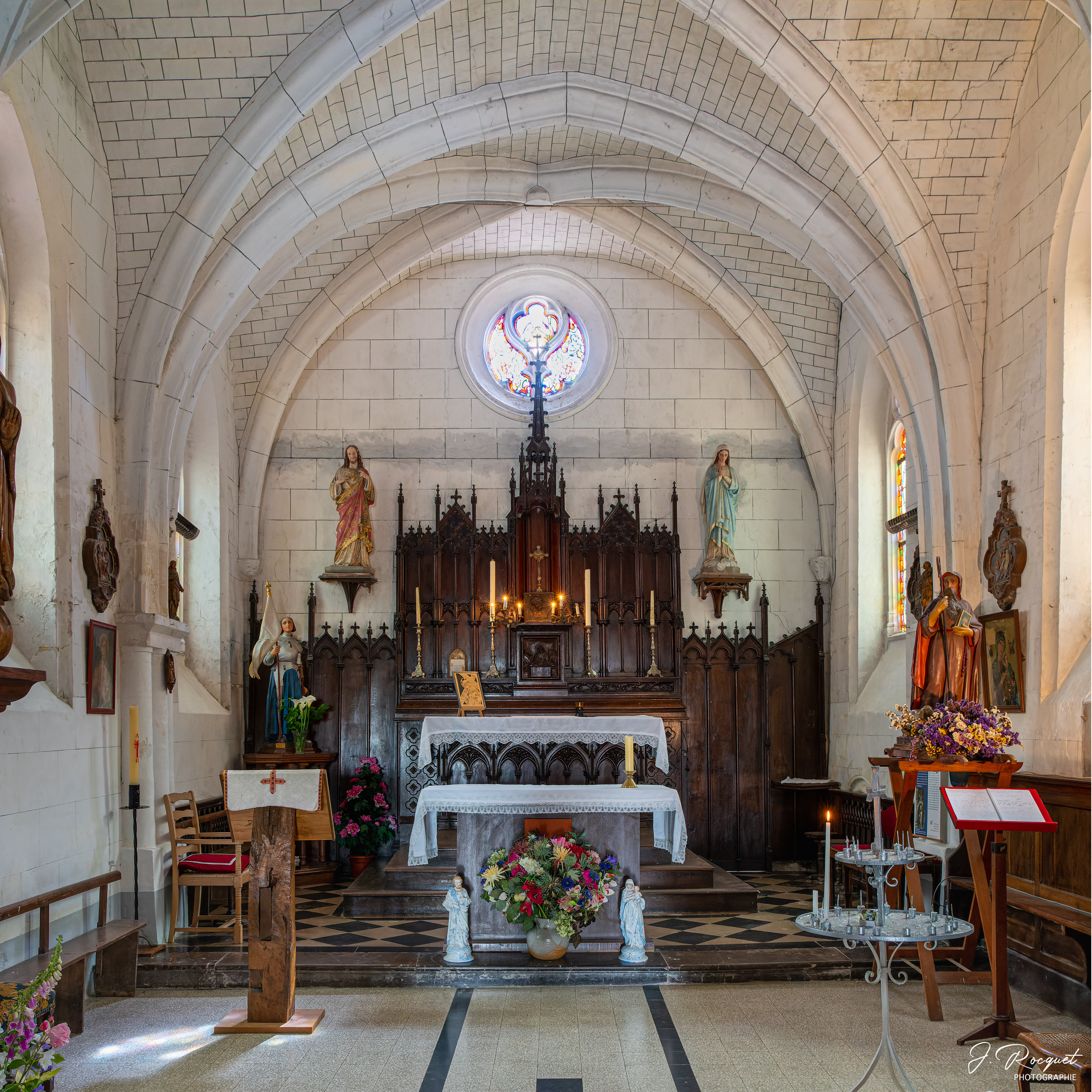
le chœur.
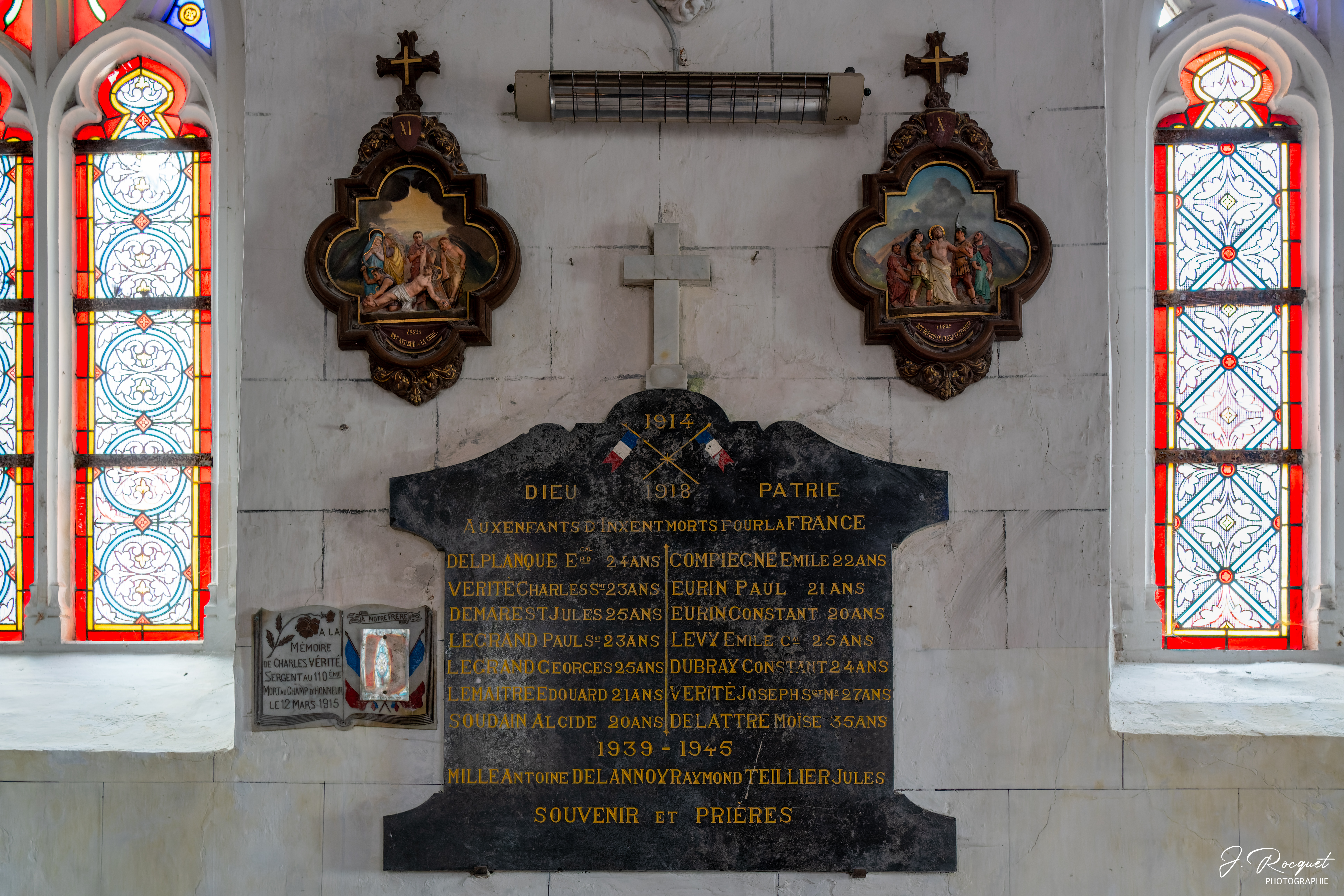
Deux stations du chemin de croix surplombant un hommage funéraire[46].

#### Autres monuments
- Le monument aux morts[47].
- Un moulin partiellement brûlé en 1976.
- Une auberge et un parc floral.
- De nombreuses résidences secondaires du début du XXe siècle.

### Personnalités liées à la commune
- Ridgway B. Knight (1911-2001), ancien ambassadeur des États-Unis en Syrie, en Belgique et au Portugal, marié et mort à Inxent.

### Héraldique
| Blason de Inxent | Blason  | D'argent à la barre d'azur chargée d'un poisson du champ, accompagnée, en chef, de saint Antoine et son porc de gueules et, en pointe, de deux arbres arrachés de sinople rangés en barre. |
| Blason de Inxent | Détails | Le blason représente Saint Antoine, patron de la paroisse, et la rivière de la Course, symbolisée par la barre et le poisson. Adopté par la municipalité le 22 septembre 1995.             |

## Pour approfondir

#### Bases de données, dictionnaires et encyclopédies
- Ressources relatives à la géographie :   - Insee (communes)
  - Ldh/EHESS/Cassini
- Ressource relative à plusieurs domaines :   - Annuaire du service public français
- Notices d'autorité :   - BnF (données)